# Jaap Kersten

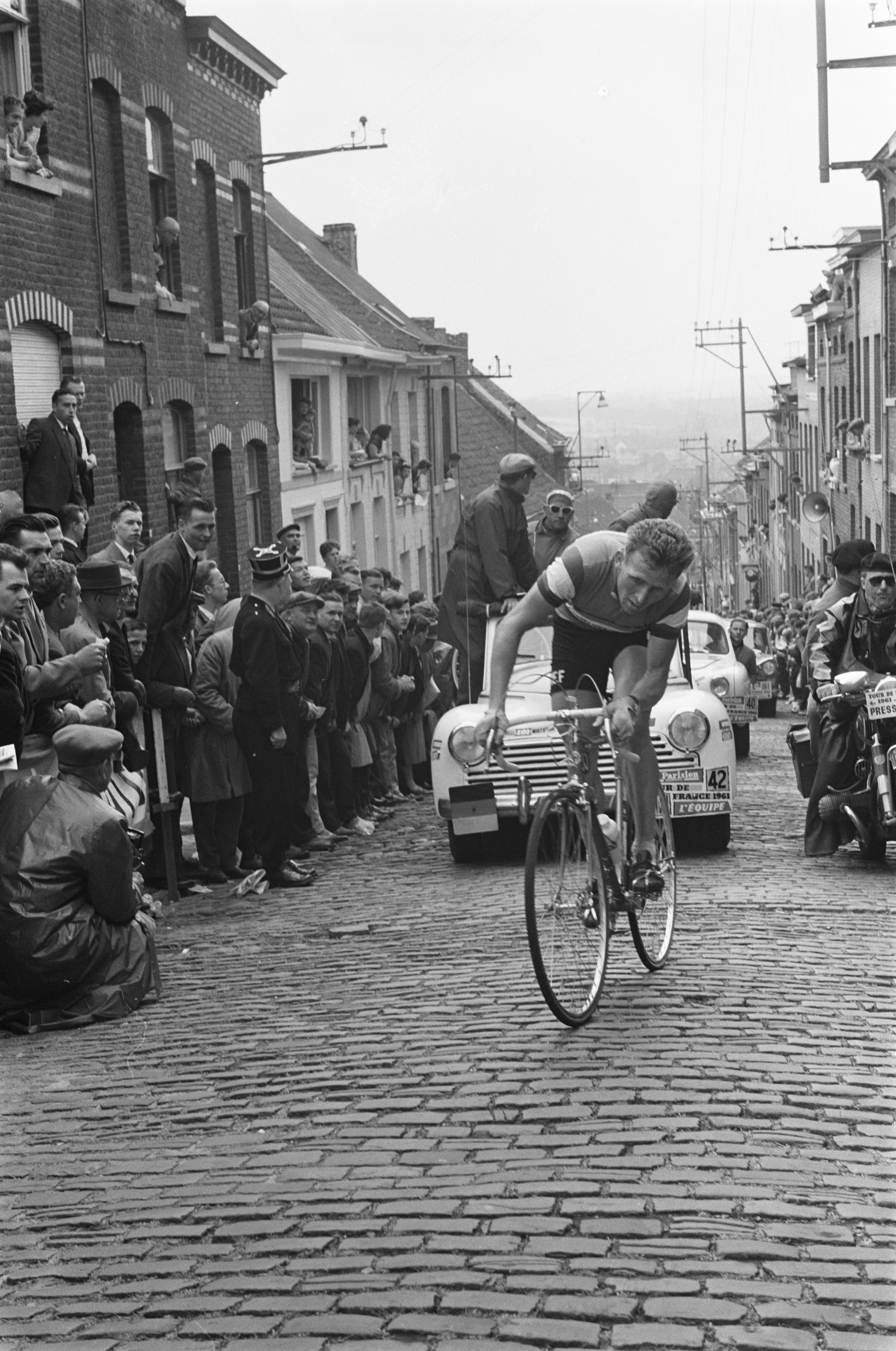
Jaap Kersten in der Tour de France 1961

Jaap Kersten (* 10. November 1934 in Siebengewald, Provinz Limburg) ist ein ehemaliger niederländischer Radrennfahrer.

## Sportliche Laufbahn
Als Amateur gewann er 1956 das traditionsreiche Rennen Acht von Cham vor Piet Damen. Kersten war von 1957 bis 1965 Berufsfahrer. Seine Rolle in verschiedenen Radsportteams war die des Domestiken, insbesondere für Charly Gaul bei dessen Toursieg 1958. Seinen bedeutendsten Sieg als Profi erzielte er 1961 auf einem Tagesabschnitt der Holland-Rundfahrt.
Fünfmal bestritt er die Tour de France und beendete jede der Rundfahrten. Er wurde 1957 45. 1958 44., 1959 50., 1960 45. und 1961 58. des Gesamtklassements. Den Giro d’Italia fuhr er 1958, kam aber nicht ins Ziel. Seine beste Platzierung bei den Rennen der Monumente des Radsports hatte er mit dem 5. Rang in der Flandern-Rundfahrt 1959. Seine vorletzte Saison bestritt er 1964 für das deutsche Radsportteam Torpedo.